# Acacia cambagei
Acacia cambagei är en ärtväxtart som beskrevs av Richard Thomas Baker. Acacia cambagei ingår i släktet akacior, och familjen ärtväxter. Inga underarter finns listade i Catalogue of Life.

## Bildgalleri

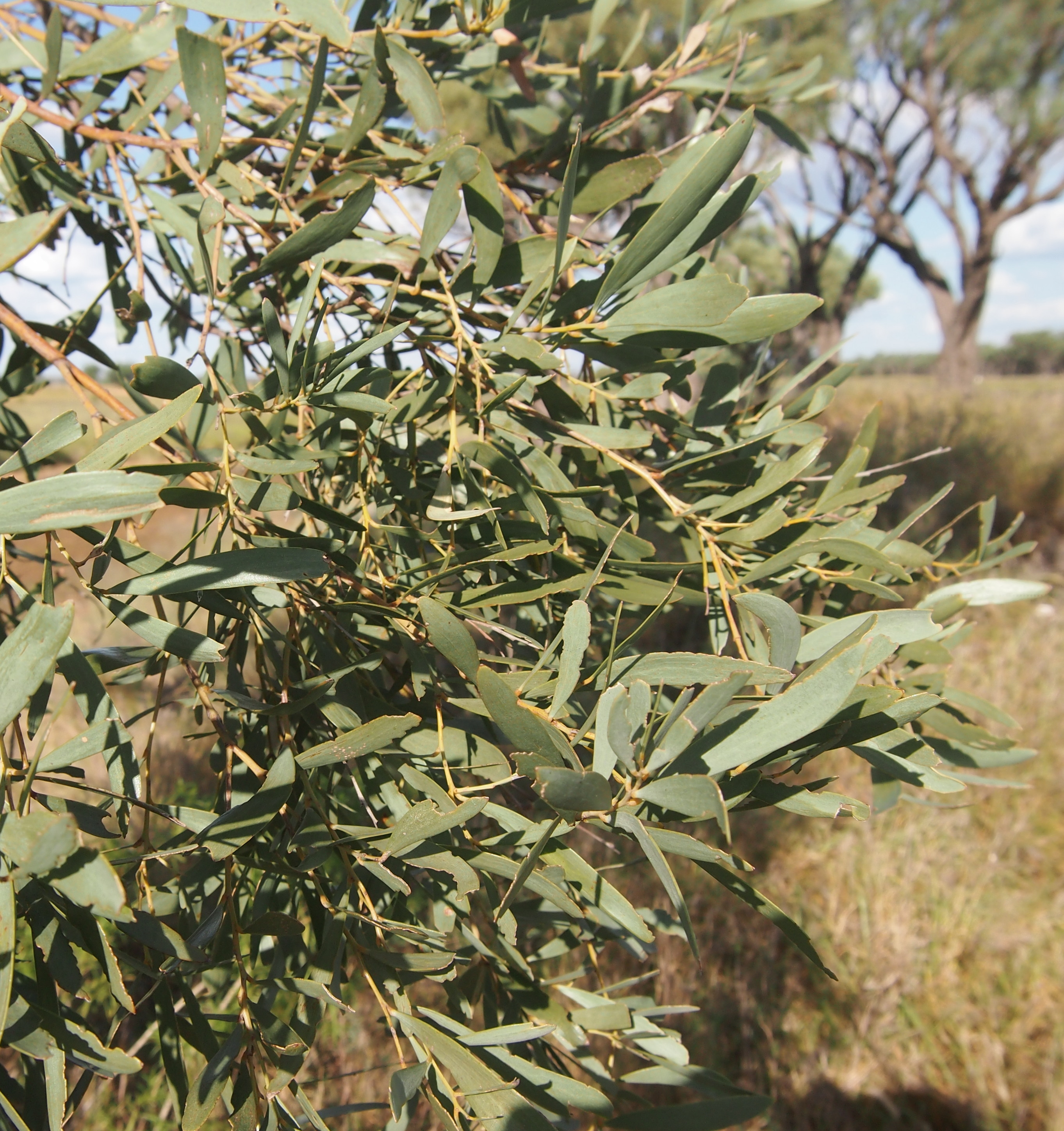
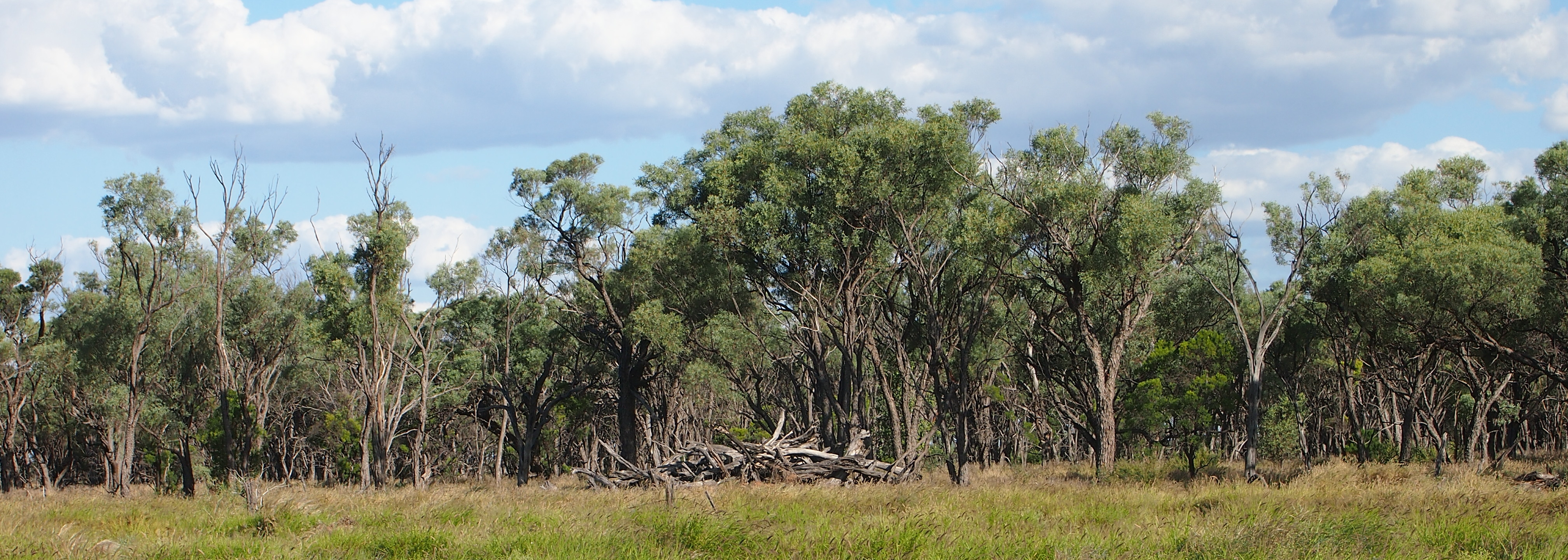
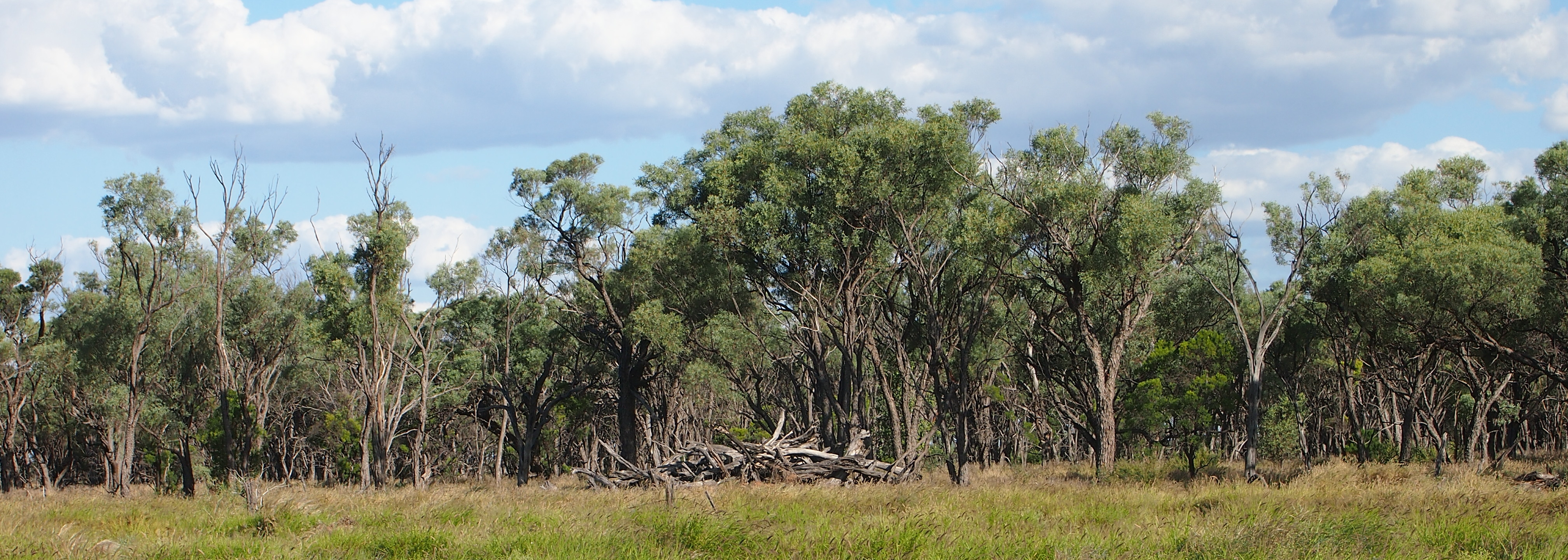